# Jonopsidium acaule
Jonopsidium acaule, também escrita como Ionopsidium acaule, é uma espécie de planta com flor pertencente à família Brassicaceae. Trata-se de uma espécie terófita cujos habitats preferenciais são as zonas ruderais, dando-se a sua floração entre dezembro e abril.
A espécie foi descrita por Heinrich Gottlieb Ludwig Reichenbach e publicada em Iconogr. Bot. Pl. Crit. 7: 26. 1829.
Encontra-se protegida por legislação portuguesa ou da Comunidade Europeia, nomeadamente através Anexo II e IV da Diretiva Habitats (espécie prioritária segundo o Anexo II) e através do Anexo I da Convenção sobre a Vida Selvagem e os Habitats Naturais na Europa. A IUCN classifica-a como Pouco preocupante (LC).
O seu nome comum é cocleária-menor.

## Distribuição
Trata-se de uma planta endémica de Portugal Continental, ocorrendo na zona litoral do Sul de Portugal.

## Sinonímia
A Flora Digital de Portugal aponta a seguinte sinonímia:
- Cochlearia acaulis Desf.

A Flora iberica lista os seguintes sinónimos:
- Cochlearia acaulis Desf., Fl. Atlant. 2: 69 (1798)
- Cochlearia alysiponensis Brot.
- Cochlearia pusilla Brot.